# جان درینی
جان درینی (انگلیسی: John Drainie؛ ۱ آوریل ۱۹۱۶ – ۳۰ اکتبر ۱۹۶۶) یک هنرپیشه و مجری اهل کانادا بود.
اورسن ولز او را «بزرگترین هنرپیشه رادیویی جهان» لقب داد.